# 우비
우비(雨備)는 비를 맞지 않도록 가리기 위해 쓰는 물건을 일컫는 말이며, 비옷, 우산, 삿갓, 도롱이 따위가 우비에 포함된다.

## 같이 보기
- 비옷